# José María Muñoz
José María Muñoz (Buenos Aires, 25 d'agost de 1924-ibídem, 14 d'octubre de 1992) va ser un locutor i periodista esportiu argentí.
Es va especialitzar a relatar partits de futbol i va imposar un estil propi que seria imitat o serviria de referència a les noves generacions de relators esportius. El seu lloc principal de treball va ser Radio Rivadavia de Buenos Aires, imposant el seu programa La oral deportiva como un programa clàssic.
A més del pla esportiu, Muñoz va tenir grans llaços amb l'última dictadura militar de l'Argentina (1976-1983), arribant fins i tot a comentar que l'intendent Osvaldo Cacciatore estava disgustat amb el Club Atlético San Lorenzo de Almagro per negar-se a l'expropiació de la seva pista.

## Biografia
Treballava an Radio Rivadavia de Buenos Aires, de la qual va ser Director d'Esports entre 1958 i 1992 i Director de la ràdio entre 1971 i 1992. Va dirigir durant 40 anys el programa La oral deportiva.
En televisió, va ser Director d'Esports de Canal 7 de Buenos Aires, entre 1970 i 1973. Entre 1978 i 1979, va conduir Muñoz y la redonda.

## Inicis en la ràdio
Va començar a treballar en radi a mitjan anys 1940: "Em van manar a la pista de Barracas Central, que jugava contra Banfield; la informació es passava per telèfon. Cada vegada que passava una cosa important allà anava jo, creuava el filat i a córrer".
| «                   | "El primer relat el vaig fer en 1947. Campagnale em va cridar a la pista de Nueva Chicago i em va demanar que transmetés el partit. Vaig agarrar el telèfon i vaig sortir a l'aire. Em va anar bé, gràcies a això em van nomenar relator suplent".. | » |
| — José María Muñoz. | |   |

## Trajectòria
Durant la Copa del Món de Futbol de 1978 jugada a l'Argentina, que va guanyar la selecció local, Muñoz va integrar la Comissió Organitzadora.
En aquesta ocasió va protagonitzar una fictícia rivalitat amb el personatge d'historieta, Clemente, la tira diària del qual realitzava Caloi a les pàgines del diari Clarín. Muñoz va demanar que no festegés tirant paperets, ja que això podia lesionar als jugadors. Clement llavors va començar a dir que si no es podia tirar paperets llavors tiressin pinyols d'oliva.
En cinema va tenir papers secundaris en les pel·lícules Una viuda descocada (1980), La fiesta de todos (1978), Paula contra la mitad más uno (1971), Villa Cariño está que arde (1968) i El crack (1960).
En la Copa Mundial de Futbol de 1986 jugada a Mèxic i guanyada per l'Argentina, Muñoz va tornar a tenir una actuació destacada relatant els partits de futbol del seleccionat argentí encapçalat per Diego Maradona. En aquesta oportunitat es va fer famós per la seva forma de cridar el gol, i va rebre un premi per això a la República Democràtica Alemanya.
Muñoz va organitzar durant 21 anys la prova d'atletisme anomenada Festes Maies que es realitzava cada 25 de maig en record de la Revolució de Maig de 1810 que va donar origen al primer govern argentí. A partir de la seva mort la prova ha estat anomenada en el seu honor Fiestas Mayas «José María Muñoz».

## Crítiques
Després del govern de facto viscut a l'Argentina (1976-1983), va haver-hi vàries critiques al seu suport al Procés militar, especialment durant el Mundial de Futbol de 1978. En un bloc, se'n va anomenar "Relator de la Dictadura" per la seva acalorada defensa del govern militar al punt d'arribar a incitar al seu oïdors perquè anessin a repudiar a les Mares de Plaza de Maig enfront de l'edifici de l'OEA Que els argentins som drets i humans
Referent a aquestes crítiques, el seu company de treball, Julio César Calvo, va dir que Muñoz era ‘desideologizado,” i que "en la seva actitud hi havia una mica d'ingenuïtat i d'innocència." Calvo, germà d'Adriana Calvo de Laborde, segrestada en l'època del Procés i després alliberada, va comentar: ‘Muñoz va ser un dels pocs tipus que em va donar una mà en la cerca, quan gairebé tothom s'obria. I jo d'això em vaig assabentar molts anys després i gairebé per casualitat. Ell mai em va dir res, però jo vaig saber que es va moure i d'això no puc oblidar-me.’

## Premis
Muñoz va obtenir entre d'altres, els següents premis:
- Premis Ondas 1977, Espanya
- Premi Gandula Pedro, premsa de São Paulo (Brasil), 1978, 1979, 1980, 1981 i 1983.
- Premi Martín Fierro, Argentina.
- Premi Santa Clara de Asís, San Gabriel.
- Medalla d'Or atorgada pel president italià Gronchi, 1960.
- Premi EUDEBA atorgat per la Universitat de Buenos Aires.
- Premi Konex - Diploma al Mèrit, Argentina, 1987.
- Premi Goiana Premsa del Brasil, 1989.
- Premi Broadcasting, 1992.
- Condecoració atorgada per la Confederació Sud-americana de Futbol, 1992.
- Condecoració per la seva trajectòria atorgat per l'AFA, 1993.